# Elisabetta de Burgh (regina)
Elizabeth de Burgh (Dunfermline, 1289 – Cullen, 27 ottobre 1327) è stata regina consorte di Roberto I di Scozia, sposato in seconde nozze.

## Biografia
Elisabetta era la figlia di Richard Óg de Burgh, II conte di Ulster, e di sua moglie, Margarite de Burgh. Suo padre era un amico di re Edoardo I d'Inghilterra ed Elisabetta probabilmente incontrò Robert Bruce alla corte inglese.

## Matrimonio
Si sposarono nel 1302 a Writtle, vicino a Chelmsford, nell'Essex, in Inghilterra. All'epoca Roberto era vedovo e padre di una bambina.
Ebbero cinque figli:
- Margherita (?-1346/1347), sposò William de Moravia, V conte di Sutherland, ebbero un figlio[1];
- Matilda (?-1353), sposò Thomas Isaac, ebbero due figlie[1];
- Davide II di Scozia (5 marzo 1324-22 febbraio 1371);
- Giovanni (5 marzo 1324-1327)[2][3];
- Elisabetta (?-1364), sposò Sir Walter Oliphant, non ebbero figli.

## Prigionia
Nel corso della guerra tra le due nazioni, Robert ed Elisabetta furono incoronati re e regina di Scozia il 27 marzo 1306 a Scone; visto il particolare momento, il nuovo re di Scozia preferì mandare la moglie e gli altri membri della famiglia, al Castello di Kildrummy dove sarebbero stati protetti dal fratello Nigel.
Dopo la sconfitta degli scozzesi nella battaglia di Methven il 19 giugno 1306, gli inglesi assediarono il castello dove risiedeva la famiglia reale e riuscirono ad entrare nel castello dopo aver corrotto il fabbro con "tutto l'oro che poteva caricare".
I vincitori impiccarono e decapitarono Nigel Bruce, con tutti gli uomini a guardia dal castello, imprigionarono la sorella Mary Bruce e Isabella, contessa di Buchan, in gabbie di legno erette sulle pareti dei castelli di Roxburgh e di Berwick e mandarono la figlia di re Robert Marjorie Bruce che aveva 10 anni, con sua zia Christina Bruce in un convento.
Edoardo per evitare di perdere l'amicizia con il conte di Ulster concesse gli arresti domiciliari a Elisabetta, che trascorse dall'ottobre 1306 al luglio 1308 a Burstwick, nello Yorkshire; a Bisham, nel Berkshire, fino al marzo 1312; al castello di Windsor fino all'ottobre 1312; nell'abbazia di Shaftesbury, a Dorset fino al marzo 1313; nell'Essex fino al marzo 1314; nel castello di Rochester, nel Kent, fino al giugno 1314.
Dopo la battaglia di Bannockburn, fu spostata a York, dove incontrò Edoardo II d'Inghilterra quando iniziarono le trattative con gli scozzesi che in cambio della loro regina avrebbero rilasciato un nobile catturato a seguito della vittoria a Bannockburn. Infine venne spostata, nel novembre 1314, a Carlisle appena prima dello scambio e del suo ritorno in Scozia.

## Morte
Morì il 27 ottobre 1327 dopo essere caduta da cavallo durante una visita al castello di Cullen, nello Banffshire.
Il suo corpo venne trasportato nell'Abbazia di Dunfermline, luogo di riposo dei re e regine scozzesi dal 1093. Dato che i parrocchiani di Cullen erano preoccupati che i suoi resti non potessero arrivare intatti, rimossero i suoi organi interni durante processo di imbalsamazione. Mentre alcune fonti affermano che le sue viscere furono trasportate separatamente a Fife,  altri affermano che furono sepolte nella chiesa parrocchiale di Cullen. I parrocchiani hanno anche tenuto messe per pregare per la sua anima per aiutarla a ottenere l'ingresso in paradiso.
Roberto in segno di gratitudine decretò l'istituzione di una cappellania presso l'Auld Kirk di Cullen (chiesa parrocchiale di Cullen) e pagò in perpetuo la somma di cinque sterline scozzesi per tenere messe per l'anima di Elisabetta. Il lascito originale di Roberto fu aumentato dalla regina Maria nel 1543 e continuò ad essere pagato nel corso dei secoli fino a quando i cambiamenti e la perdita di documenti a causa della riforma del governo locale nel 1975, portarono alla sospensione dei pagamenti. Nel 2011 il ministro della chiesa, il Rev. Melvyn Wood, ha chiesto al Consiglio di Moray di reintegrare la tradizione e dopo una lunga indagine il Consiglio ha accettato di ripristinare il pagamento annuale di £ 2,10 e ha persino accettato di pagare le rate perse. Una preghiera è ora pronunciata in onore della regina in un servizio domenicale che ricorda anche i parrocchiani che sono morti nell'ultimo anno.
Quando Roberto morì 18 mesi dopo, il suo corpo fu sepolto accanto a Elisabetta che era stata sepolta nel centro dell'abbazia, sotto l'altare maggiore, in una tomba di alabastro decorata con foglie d'oro. I frammenti della tomba rimangono ancora e possono essere visti nel National Museum of Scotland. L'abbazia fu saccheggiata nel 1560 dai calvinisti durante la Riforma scozzese e la tomba fu perduta, tuttavia la bara del re fu riscoperta nel 1819 durante i lavori di costruzione della nuova abbazia e la bara di Elisabetta fu riscoperta nel 1917.

## Ascendenza
|                                        |                 |                                 | Genitori                              |  |  | Nonni |  |  | Bisnonni                                    |  |  | Trisnonni        |  |
|                                        |                 |                                 |                                       |  |  |       |  |  | Richard Mór de Burgh, I Barone di Connaught |  |  | William de Burgh |  |
|                                        |                 |                                 |                                       |  |  |       |  |  | Richard Mór de Burgh, I Barone di Connaught |  |  | William de Burgh |  |
|                                        |                 | figlia di Domnall Mór Ua Briain |                                       |  |  |       |  |  | Richard Mór de Burgh, I Barone di Connaught |  |  |                  |  |
| Walter de Burgh, I conte dell'Ulster   |                 |                                 |                                       |  |  |       |  |  | Richard Mór de Burgh, I Barone di Connaught |  |  |                  |  |
|                                        |                 | Egidia de Lacy                  | Walter de Lacy                        |  |  |       |  |  |                                             |  |  |                  |  |
|                                        |                 | Egidia de Lacy                  | Walter de Lacy                        |  |  |       |  |  |                                             |  |  |                  |  |
|                                        |                 | Egidia de Lacy                  | Margaret Braose                       |  |  |       |  |  |                                             |  |  |                  |  |
| Richard de Burgh, II conte dell'Ulster |                 | Egidia de Lacy                  |                                       |  |  |       |  |  |                                             |  |  |                  |  |
|                                        |                 | John Fitzgeoffrey               | Geoffrey Fitz Peter, I conte di Essex |  |  |       |  |  |                                             |  |  |                  |  |
|                                        |                 | John Fitzgeoffrey               | Geoffrey Fitz Peter, I conte di Essex |  |  |       |  |  |                                             |  |  |                  |  |
|                                        |                 | John Fitzgeoffrey               | Aveline de Clare                      |  |  |       |  |  |                                             |  |  |                  |  |
| Isabel FitzJohn                        |                 | John Fitzgeoffrey               |                                       |  |  |       |  |  |                                             |  |  |                  |  |
|                                        |                 | Isabella Bigod                  | Ugo Bigod, III conte di Norfolk       |  |  |       |  |  |                                             |  |  |                  |  |
|                                        |                 | Isabella Bigod                  | Ugo Bigod, III conte di Norfolk       |  |  |       |  |  |                                             |  |  |                  |  |
|                                        |                 | Isabella Bigod                  | Matilde Marshal                       |  |  |       |  |  |                                             |  |  |                  |  |
| Elisabetta de Burgh                    |                 | Isabella Bigod                  |                                       |  |  |       |  |  |                                             |  |  |                  |  |
|                                        | Hubert de Burgh | Walter de Burgh                 |                                       |  |  |       |  |  |                                             |  |  |                  |  |
|                                        | Hubert de Burgh | Walter de Burgh                 |                                       |  |  |       |  |  |                                             |  |  |                  |  |
|                                        | Hubert de Burgh | Alice                           |                                       |  |  |       |  |  |                                             |  |  |                  |  |
| John de Burgh                          | Hubert de Burgh |                                 |                                       |  |  |       |  |  |                                             |  |  |                  |  |
|                                        |                 | Beatrice de Warrenne            | William de Warrenne, Lord di Wormegay |  |  |       |  |  |                                             |  |  |                  |  |
|                                        |                 | Beatrice de Warrenne            | William de Warrenne, Lord di Wormegay |  |  |       |  |  |                                             |  |  |                  |  |
|                                        |                 | Beatrice de Warrenne            | Beatrice de Pierrepont                |  |  |       |  |  |                                             |  |  |                  |  |
| Margarite de Burgh                     |                 | Beatrice de Warrenne            |                                       |  |  |       |  |  |                                             |  |  |                  |  |
|                                        |                 | William III de Lanvaley         | William II de Lanvaley                |  |  |       |  |  |                                             |  |  |                  |  |
|                                        |                 | William III de Lanvaley         | William II de Lanvaley                |  |  |       |  |  |                                             |  |  |                  |  |
|                                        |                 | William III de Lanvaley         | Hawise de Bocland                     |  |  |       |  |  |                                             |  |  |                  |  |
| Hawise de Lanvaley                     |                 | William III de Lanvaley         |                                       |  |  |       |  |  |                                             |  |  |                  |  |
|                                        |                 | Maud Peche                      | Gilbert Peche                         |  |  |       |  |  |                                             |  |  |                  |  |
|                                        |                 | Maud Peche                      | Gilbert Peche                         |  |  |       |  |  |                                             |  |  |                  |  |
|                                        |                 | Maud Peche                      | Alice FitzRobert                      |  |  |       |  |  |                                             |  |  |                  |  |
|                                        |                 | Maud Peche                      |                                       |  |  |       |  |  |                                             |  |  |                  |  |